# Societat de 2000 watts
La societat de 2.000 watts és un projecte de l'Escola Politècnica Federal de Zuric. Actualment, a Suïssa (i a l'Occident en general) la potència consumida per persona equival a una mitjana de 6.000 watts. La idea de la societat de 2.000 watts és dividir aquestes necessitats per tres.

## Model
La societat de 2.000 watts és un model de política energètica que es va desenvolupar a principis dels anys 1990 a l'Escola Politècnica Federal de Zuric (Suïssa) en el marc del programa Novatlantis. Davant dels senyals creixents del canvi climàtic, es plantejava la implementació d'un subministrament energètic sostenible i equitatiu. Actualment, a l'Occident, cada persona consumeix una potència continua de 6.000 watts de mitjana, comptabilitzada a partir de l'energia primària (totes les formes d'energia combinades).
L'objectiu de 2.000 watts, expressat en potència constant, correspon al consum mitjà, mundial i anual de l'any 1990, que és de 17.520 kWh (kilowatts-hora) per persona. Això equival a 2.000 joules per segon o 48 kWh al dia, o bé a 1.700 litres de gasoil o benzina a l'any per persona.
El consum energètic mitjà mundial el 2011 se situa al voltant de 2.500 watts. No obstant això, les diferències entre països són considerables. Mentre que en els països en desenvolupament és de només uns centenars de watts, els països industrialitzats presenten consums energètics sis o set vegades més grans. El model de la societat de 2.000 watts fomentaria una distribució equitativa de consums energètics a escala global.
El model de consum energètic sostenible té com a objectiu reduir les emissions anuals de gasos d'efecte hivernacle (GEH) (principalment el diòxid de carboni). Segons aquest model, només s'haurien de generar 500 watts per persona a partir d'energies fòssils i els 1.500 watts restants haurien de provenir d'energies renovables. Una societat de 2.000 watts és tècnicament possible, mantenint el nostre estil de vida actual. Si la combinació d'energia fos modificada en favor de les energies renovables, els consums serien totalment acceptables des d'un punt de vista ecològic.

## Implementació
Els objectius d'una societat de 2.000 watts es podrien assolir sempre que, basant-se en un estil de vida modern, s'aconseguís millorar l'eficiència energètica. A mesura que disminueixen els consums energètics, els agents energètics fòssils són reemplaçats per agents renovables. Això es duu a terme mitjançant l'adopció de solucions tècniques innovadores, conceptes de gestió i innovacions socials · . Projectes com Minergie P a França o d'habitat passiu són exemples de com s'avança en els objectius de la societat de 2.000 watts. Un dels aspectes principals de la societat de 2.000 watts és establir la noció de sobrietat energètica, relacionada amb consums energètics suficients (sobrietat econòmica). Amb un món de recursos limitats, un augment continu de les necessitats energètiques no és viable. A més a partir d'un cert nivell, més energia no implica necessàriament una millor qualitat de vida · .

## Crítiques al model
L'adequació de la societat de 2.000 watts és qüestionada per alguns experts, que fan referència a l'energia grisa procedent de les importacions de productes i a l'efecte rebot. Una alternativa viable podria ser considerar necessitats energètiques més grans que les previstes en el model de 2.000 watts, amb un subministrament energètic que prioritzi encara més les energies renovables. Cal destacar que en el futur, la relació entre l'eficiència energètica (estalvi energètic) i l'energia renovable generada (sostenibilitat) estarà en gran part determinada pel mercat.